# Ljudi gibnut za metall
Ljudi gibnut za metall (ryska: Люди гибнут за металл, fritt översatt Människor dör för metall) är en sovjetisk stumfilm från 1919, regisserad av Aleksandr Volkov. Filmens titel anspelar på en strof i den ryska översättningen  av texten till visan om guldkalven (Le veau d'or est toujours débout! i andra akten av Gounods opera Faust). Filmen ansågs förlorad tills den upptäcktes 1963 på det danska filmmuseet med tyska textkort under titeln "Das Verkaufte Leben".

## Rollista
- Zoja Karabanova – ballerinan Ilona
- Iona Talanov – Gornostajev, miljonären
- Jurij Jurovskij – Belinskij, hans vän
- Nikolaj Rimskij – Aleksej, en ung arbetare
- Jelizaveta Valerskaja – Masja, Aleksejs fästmö [4]